# Trifolium badium
Trifolium badium es una especie herbácea perteneciente a la familia de las fabáceas originaria de  Eurasia.

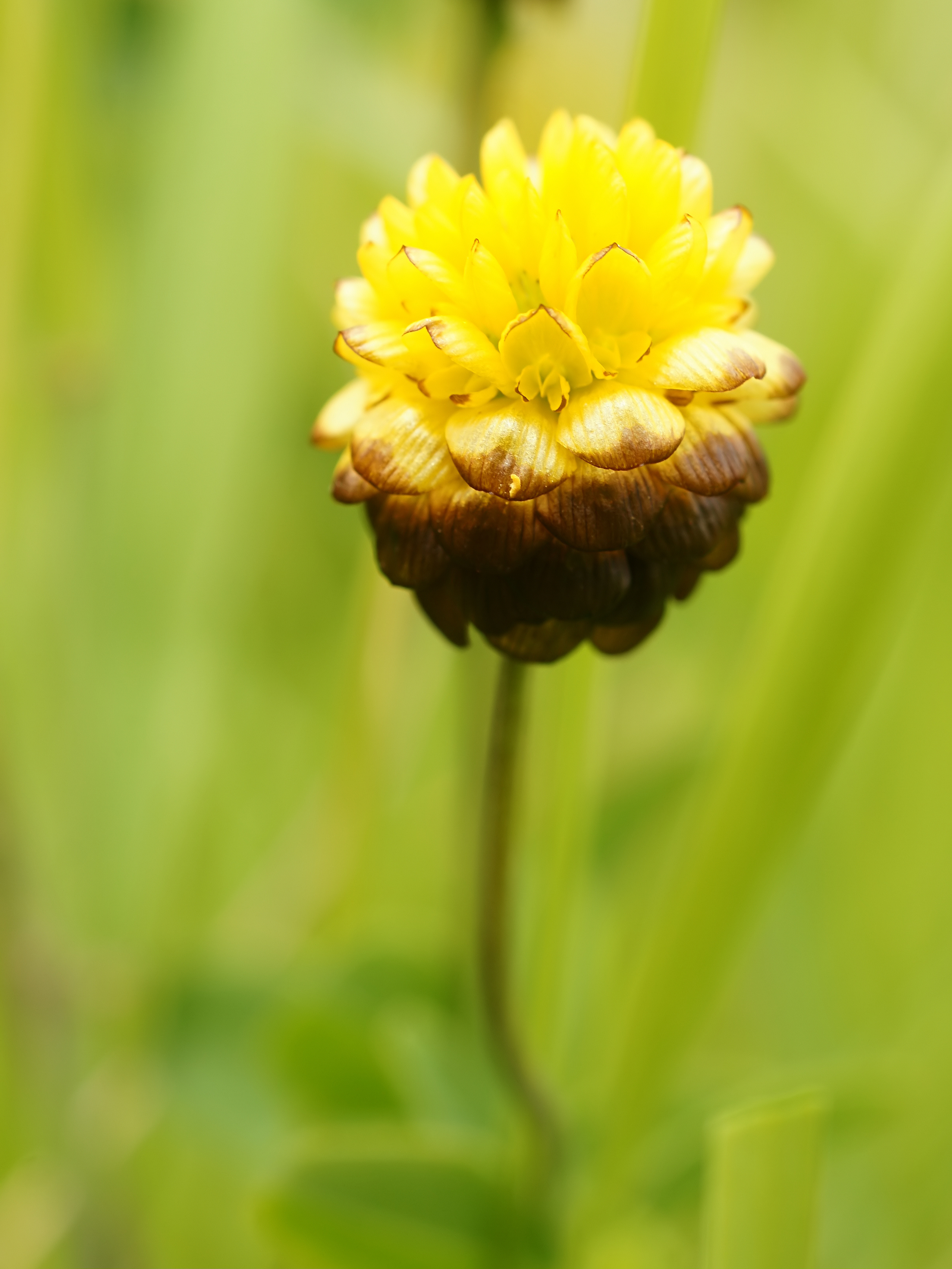
Inflorescencia

## Descripción
Es una hierba perenne, con tallos que alcanzan un tamaño de 7-40 cm, generalmente erectos. Las hojas, en general alternas, las dos superiores opuestas o subopuestas, estipuladas, pecioladas;  folíolos hasta de 30 x 17 mm, ovados oelípticos. Inflorescenciasde de 13-20 mm de diámetro en la floración, pedunculadas, con numerosas flores cortamente pediceladas. Cáliz zigomorfo, cónico. Corola con el estandarte libre, amarilla, pardusca al secarse. Fruto estipitado, incluido en el cáliz o algo más largo, indehiscente. Semillas lisas, verde mate, con tono amarillento en la base. Tiene un número de cromosomas de  2n = 14, 28; n = 7.

## Distribución y hábitat
Se encuentra en herbazales de riberas, en zonas montanas y subalpinas; a una altitud de 1200-2200(2500) metros en las regiones montañosas de Europa y del SW de Asia (Turquía, Irán). En la península ibérica aparece en los Pirineos y alrededores de los Picos de Europa.

## Taxonomía
Trifolium badium fue descrita por Johann Christian Daniel von Schreber y publicado en Deutschl. Fl. (Sturm), Abt. I, Phanerog. Heft 16. 1804.
Etimología
Trifolium: nombre genérico derivado del latín que significa "con tres hojas".
badium: epíteto latíno que significa "de color castaño".
Sinonimia
- Amarenus badius (Schreb.) C.Presl
- Chrysaspis badia (Schreb.) Greene
- Chrysaspis badia subsp. rytidosemia Hendrych
- Trifolium badium subsp. pseudobadium (Velen.) Kozuharov
- Trifolium badium subsp. rytidosemium E. Hossain
- Trifolium pseudobadium Velen.
- Trifolium rytidosemium Boiss. & Hohen.[5][6]